# Phallotorynus fasciolatus
Phallotorynus fasciolatus är en fiskart som beskrevs av Henn, 1916. Phallotorynus fasciolatus ingår i släktet Phallotorynus och familjen Poeciliidae. Inga underarter finns listade i Catalogue of Life.